# Distretto di Llipa
Il distretto di Llipa è un distretto del Perù nella provincia di Ocros (regione di Ancash) con 843 abitanti al censimento 2007 dei quali 627 urbani e 216 rurali.
È stato istituito il 15 novembre 1957.